# NGC 6831
NGC 6831 (również PGC 63674 lub UGC 11483) – galaktyka soczewkowata (S0), znajdująca się w gwiazdozbiorze Smoka. Odkrył ją 3 września 1886 roku Lewis A. Swift.